# Рубец (дворянский род)
Рубец (пол. Rubec) — дворянский род.
Происходит из Литвы; в Малороссии упоминается уже в 1633 г. Юрий Рубец был в 1690—1712 гг. полковым судьей Стародубского полка. Род внесен в VI, II и III части родословной книги губерний Черниговской, Тамбовской и С.-Петербургской.

## Описание герба
В щите, имеющем серебряное поле, горизонтально одна над другой изображены три реки, нижняя в меньшем виде, а другие более и более, и стрела без перьев с двумя наконечниками, обращённая вверх.
Щит увенчан дворянскими шлемом и короной. Нашлемник: согбенная в латах рука, держащая таковую же стрелу, как означена в щите. Намёт на щите серебряный, подложенный голубым. Герб рода Рубец внесён в Часть 9 Общего гербовника дворянских родов Всероссийской империи, стр. 39.